# Lincoln Township (comté d'Adair, Iowa)
Lincoln Township est un township, du comté d'Adair en Iowa, aux États-Unis. Il est fondé en 1861.